# Hermann Clajus
Hermann Clajus (* 17. Februar 1881 in Leisnig; † 18. März 1933 in Berlin) war ein deutscher Kommunalpolitiker (SPD). Er war von 1924 bis zu seinem Tod Direktor des Strandbads Wannsee. Er wurde nach der nationalsozialistischen Machtergreifung von der nationalsozialistisch dominierten Berliner Stadtverwaltung widerrechtlich als demokratischer Politiker und Anhänger der Sozialdemokratie verfolgt. Angesichts seiner bevorstehenden Entlassung nahm er sich das Leben.

## Leben
Clajus war das jüngste von zwölf Kindern und erlernte das Malerhandwerk. Er diente im Ersten Weltkrieg und wurde schwer verwundet. Seit 1920 war er Stadtverordneter in Berlin, erst für die USPD, dann für die SPD. Er wurde zunächst Sonderkommissar für das Bad, verbesserte die hygienische Situation und sorgte für den Ausschank von Getränken; seit 1924 war er kommissarischer Leiter des Strandbads, seit 1926 Geschäftsführer der gemeinnützigen GmbH. Er plante und verwirklichte den Ausbau zahlreicher Gebäude des Strandbads. Seit Beginn der 1930er Jahre gab es im Strandbad tätliche Auseinandersetzungen zwischen NSDAP-Mitgliedern und Sozialdemokraten, die Cajus zu schlichten hatte. Teilweise waren ein oder zwei Wagen des Überfallkommandos der Polizei Berlin am Bad stationiert. Nach der Reichstagswahl vom 5. März 1933 und vor allen Dingen der Kommunalwahl vom 11. März 1933 wurden Sozialdemokraten, Kommunisten, Demokraten jegliche Couleur und Juden in der Stadtverwaltung von Berlin widerrechtlich verfolgt und häufig entlassen. Das wurde von dem am 12. März durch den preußischen Minister des Inneren, Hermann Göring, zum Staatskommissar z. b. V. in Berlin ernannten, Julius Lippert durchgeführt. Als Clajus durch Freunde informiert wurde, dass ihm nicht nur die Entlassung aus dem Amt, sondern auch die Festnahme durch Mitglieder der SA drohe, beging er Suizid. In der Vossischen Zeitung vom 18. März war nach dem Hinweis auf die Selbsttötung mit „kaum verhohlener Kritik“ unter anderem zu lesen „Mit Hermann Clajus verliert die Berliner Stadtverwaltung einen ihrer tüchtigsten Angestellten […] Clajus, ein überzeugter Anhänger der Sozialdemokratie, genoß bei allen Parteien großes Ansehen“. Es erschienen noch mehrere Nachrufe, in denen das Wirken des Verstorbenen sehr gelobt wurde.

## Posthume Ehrungen
- Stolperstein vor dem Haus Schützallee 45, seit 2009
- Gedenktafel im Strandbad Wannsee, seit 1948